# People
People es una revista estadounidense de carácter semanal, que trata acerca de las celebridades e historias de interés general, publicada por Dotdash Meredith. En 2006, tenía una tirada de 3.750.000 ejemplares e ingresos aproximados de 1500 millones de dólares. Fue nombrada «Revista del Año» por Advertising Age en octubre de 2005, por su excelencia en editorial, circulación y publicidad. People se ubica en el puesto 6 del anuario de Advertising Age «A-List» y en el puesto número 3 en la lista de Adweek «Brand Blazers» en octubre de 2006.
La revista tiene una distribución paritaria entre notas de celebridades y notas humanas, una paridad que se ha mantenido, de acuerdo a sus editores, desde 2001.
People tiene un sitio web el cual se enfoca exclusivamente en noticias de las celebridades. En febrero de 2007, la página en Internet registró 39,6 millones de visitas en un solo día, tras la entrega de los Golden Globes. Pero la cobertura de los premios Óscar rompió el récord del sitio web con 51,7 millones de visitas en el día después de la premiación, estableciendo el mayor número de visitas a la página en un solo día.

## Historia
People fue cofundada por Dick Durrell como una división de la página «People» de la revista Time. Su primer editor fue Richard Stolley. La revista debutó en 1974, con la edición del 4 de marzo, en la cual aparecía la actriz Mia Farrow, cuando protagonizó la película El gran Gatsby, en su portada. Esa edición también presentó historias de Gloria Vanderbilt, Aleksandr Solzhenitsyn, y las viudas de los veteranos de la Guerra de Vietnam que estaban «perdidos en acción» (missing in action).
En 1996 Time Inc. lanzó una edición de la revista en idioma español titulada People en Español. La compañía dijo que la nueva publicación surgió luego de una edición de 1995 de la revista original que fue distribuida con dos portadas distintas: en una aparecía la cantante tejana Selena y en la otra aparecía la exitosa serie de televisión Friends; la edición con la portada de Selena se agotó rápidamente mientras que la otra no. La idea original fue traducir los artículos de la edición estadounidense al español. Estos artículos ocuparían la mitad de la edición en español, pero con el paso de los años People en Español tendría solo contenidos originales en español.
En 1997 la revista introdujo una nueva versión apuntada a los jóvenes llamada Teen People. El 27 de julio de 2006 la compañía anunció que cesaría la publicación de Teen People. La última edición en salir a la venta fue la de septiembre de 2006. Existen numerosas razones para explicar el cese de la publicación, incluyendo una caída en las páginas de publicidad, la competencia de otras revistas orientadas a los jóvenes y a la masificación de Internet, lo que generó un descenso en las ventas de la revista. Teenpeople.com se fusionó con People.com en abril de 2007. Mark Golin, editor de People.com explica la decisión de unir ambas marcas: «Teníamos visitas en TeenPeople, People es un sitio enorme, ¿por qué no combinarlas y tener las visitas en un solo lugar?».
En Australia, la versión local de People se titula Who porque ya existía una revista en ese país llamada People.

## Ediciones más vendidas
1. Sept. 11th 2001: The Day that Shook America (español: 11 de septiembre de 2001: el día que conmocionó a América), edición del 24 de septiembre de 2001.
2. Goodbye, Diana (español: Adiós, Diana), edición del 22 de septiembre de 1997.
3. JFK Jr. — Charmed Life, Tragic Death (español: JFK Jr. — Encantadora vida, trágica muerte), edición del 2 de agosto de 1999.

## Anuario de la revista People
El Anuario de la revista People (People Magazine Yearbook) es una publicación anual editada por los editores de la revista People, en la actualidad Meredith Corporation. El Anuario cubre a grandes rasgos todos los acontecimientos importantes ocurridos en el año que cubre. Incluye los acontecimientos de relevancia social que fueron noticia en todo el mundo en general, pero más específicamente en los Estados Unidos. Además de los titulares de las noticias, cubre las bodas de los famosos, las separaciones/divorcios, los nacimientos y las muertes, y también los acontecimientos escandalosos que generaron muchas noticias cuando sucedieron. A lo largo de los años, ha cubierto los principales acontecimientos del mundo de la música (premios Grammy), del cine (premios Oscar, premios Globo de Oro) y de la televisión (premios Emmy) en un resumen del tamaño de un bocado del evento y de los ganadores de los premios. El Anuario People ha tenido el año (por ejemplo, 2010) escrito en negrita acompañando a la palabra "Anuario" en la portada desde el Anuario People 1995, aunque esto cambió gradualmente en las ediciones más recientes. Desde 2015, el "año" apareció de forma más discreta en la portada hasta la edición de 2019 y el estilo de escribir el "año" en negrita volvió a aparecer en la edición de 2020. El año también aparece en el lomo.

### Primeros años
El anuario de la revista People se publicó por primera vez en 1991 por The Time Inc. Magazine Company y se llamó "Private Lives". Este número no mencionaba ningún año de forma destacada en la portada o en la página interior, pero la solapa de la versión de tapa dura de la revista describía Private Lives como "La crónica de People de un año extraordinario - 1990", describiendo claramente que los eventos cubiertos en el interior eran de 1990. Al año siguiente, se publicó la continuación de Vidas Privadas de 1992 y se llamó "Vidas Privadas Volumen II". La primera página tenía un eslogan adicional que describía la revista como El Año en Revisión: Vidas Privadas 1991. En 1993, hubo otro cambio en la publicación y también en el título de su portada. Se añadió el año en la portada por primera vez y este número anual se llamó "Vidas privadas 1993". El "Año" aparecía en negrita en la portada. La primera página describía la publicación como Private Lives The Year in Review: 1992. Al año siguiente, en 1994, People Books publicó Private Lives 1994 con la primera página que decía Private Lives Year in Review: 1993. En 1996 supuso el mayor cambio en el título de la revista. El título fue reelaborado y encontró un nuevo apelativo: se llamó "People Yearbook 1995". El título anterior de "Vidas privadas" se abandonó por completo y la publicación se definió como "anuario" por primera vez.

### Cambios a lo largo de los años
En todos los años desde su creación, el Anuario de la Revista People ha cubierto eventos del año anterior y no del año que aparece en la portada, y esto es así incluso desde el período en que se llamaba Vidas Privadas. Por ejemplo, el Anuario de la Revista People 2008 cubrió eventos del año 2007. El Anuario de la Revista People 1998 cubrió los eventos de 1997. 2014 fue el último año en que esto ocurrió. El anuario de 2014 cubrió acontecimientos de 2013. En 2015, se produjo un cambio en la revista que modificó por primera vez el año que realmente cubría dentro de sus páginas. En lugar de cubrir los acontecimientos de 2014, este número cubrió los acontecimientos de 2015 y llegó a los quioscos a finales de 2015. Para que se entendiera bien el cambio, la primera página de este anuario incluía un eslogan "Los momentos más memorables de 2015". Con este movimiento, el anuario de la revista People cambió su propia tradición de 25 años. Este cambio, sin embargo, provocó que el 2014 nunca fuera cubierto por el Anuario de la Revista People y que el mismo año se convirtiera en el único año no cubierto desde su creación en 1991. Desde entonces, el anuario de la revista People cubre los acontecimientos del mismo año que aparecen en la portada. Otro cambio tipográfico se experimentó durante dos años cuando el Anuario de la Revista People 2013! y el Anuario de la Revista People 2014! tenían un signo de exclamación después del año. Esto se abandonó en el Anuario 2015 y la publicación descartó el signo de exclamación. Sin embargo, en este número se abandonó la escritura en negrita del "Año" en la portada y se sustituyó por un estilo más discreto y así fue hasta el número de 2019. El Anuario de 2016 fue un número especial de "flip cover" en el que se combinaba una edición especial de recuerdos para rememorar a las personas fallecidas en 2016. La lista incluía a Prince, David Bowie, Nancy Reagan, Alan Rickman, Doris Roberts, Muhammad Ali, etc. Se podía acceder a la edición especial volteando la revista. En noviembre de 2017, Meredith Corporation anunció que adquiriría Time Inc. por 2.800 millones de dólares La adquisición se completó el 31 de enero de 2018. La revista Time, la revista People y también el Anuario de la revista People son desde entonces publicados por Meredith Corporation. Los derechos de autor del Anuario 2018 fueron descritos como pertenecientes a Time Inc. Books, una división de Meredith Corporation y publicado por People Books, un sello de Time Books. Este número incluía el eslogan "Los momentos más memorables de 2018" en la portada. Sin embargo, en el anuario de 2019, los derechos de autor se describían como pertenecientes a Meredith Corporation, sin ningún eslogan prominente. La escritura prominente y en negrita del "Año" en la portada regresó con el anuario de 2020, junto con un eslogan que decía "Nuestro extraordinario año juntos". La tendencia continuó con el anuario de 2021, junto con un eslogan que decía: "Cuando todos nos reunimos de nuevo".

## Teen People
En 1998, la revista introdujo una versión dirigida a los adolescentes, llamada Teen People. Sin embargo, el 27 de julio de 2006, la empresa anunció que dejaría de publicar Teen People inmediatamente. El último número estaba previsto para septiembre de 2006. A cambio, los suscriptores de esta revista recibirían Entertainment Weekly durante el resto de sus suscripciones. El cierre de la publicación se debió a numerosas razones, como la disminución del número de páginas publicitarias, la competencia de otras revistas para adolescentes y de Internet, y el descenso del número de ejemplares. El sitioweb Teenpeople.com se fusionó con People.com en abril de 2007. People.com "publicará historias centradas en los adolescentes bajo la marca TeenPeople.com", explicó Mark Golin, editor de People.com. Sobre la decisión de fusionar las marcas, declaró: "Tenemos tráfico en TeenPeople, People es un sitio más grande, ¿por qué no combinarlo y que el tráfico adolescente vaya a un solo sitio?".

## Competencia por las fotos de famosos
En un artículo publicado en Variety en julio de 2006, Janice Min, redactora jefe de Us Weekly, culpaba a People del aumento del coste de las fotos de famosos para los editores:

Están entre los que más gastan en fotos de famosos de la industria... Una de las primeras cosas que hicieron, y que provocó el aumento de los precios de las fotos, fue pagar 75 000 dólares por comprar fotos de Jennifer López leyendo la revista Us, para que Us Weekly no pudiera comprarlas. Ese fue el momento clave que me hizo pensar en los altos precios de las fotos. Nunca había visto nada igual. Pero vieron que aparecía un competidor y respondieron. Fue una decisión comercial, y probablemente inteligente.

People pagó 4,1 millones de dólares por las fotos del recién nacido Shiloh Nouvel Jolie-Pitt, hijo de Angelina Jolie y Brad Pitt. Las fotos batieron un récord de tráfico en un solo día en su sitio web, con 26,5 millones de visitas.